# Winterscheid

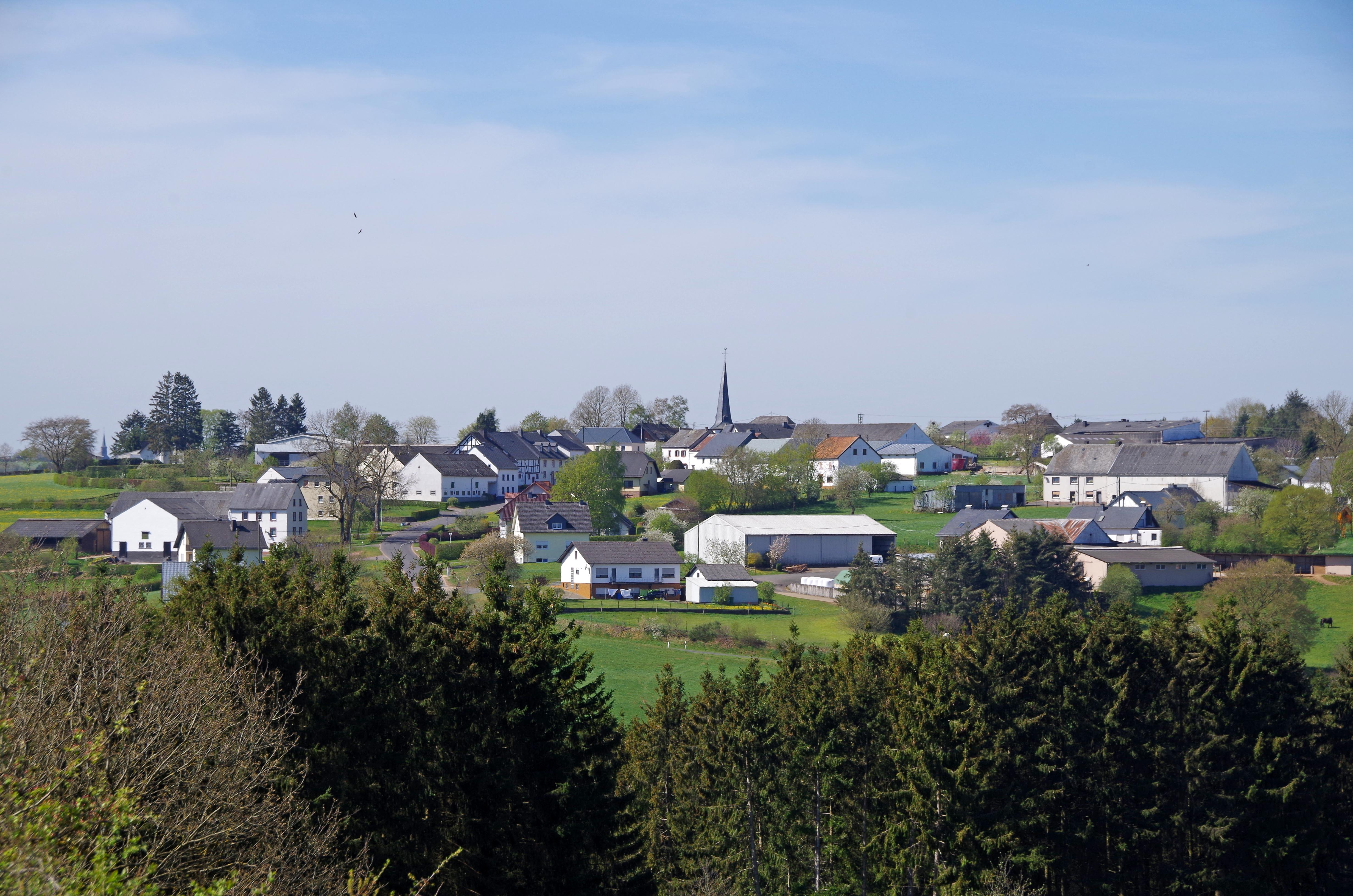
Blick auf Winterscheid

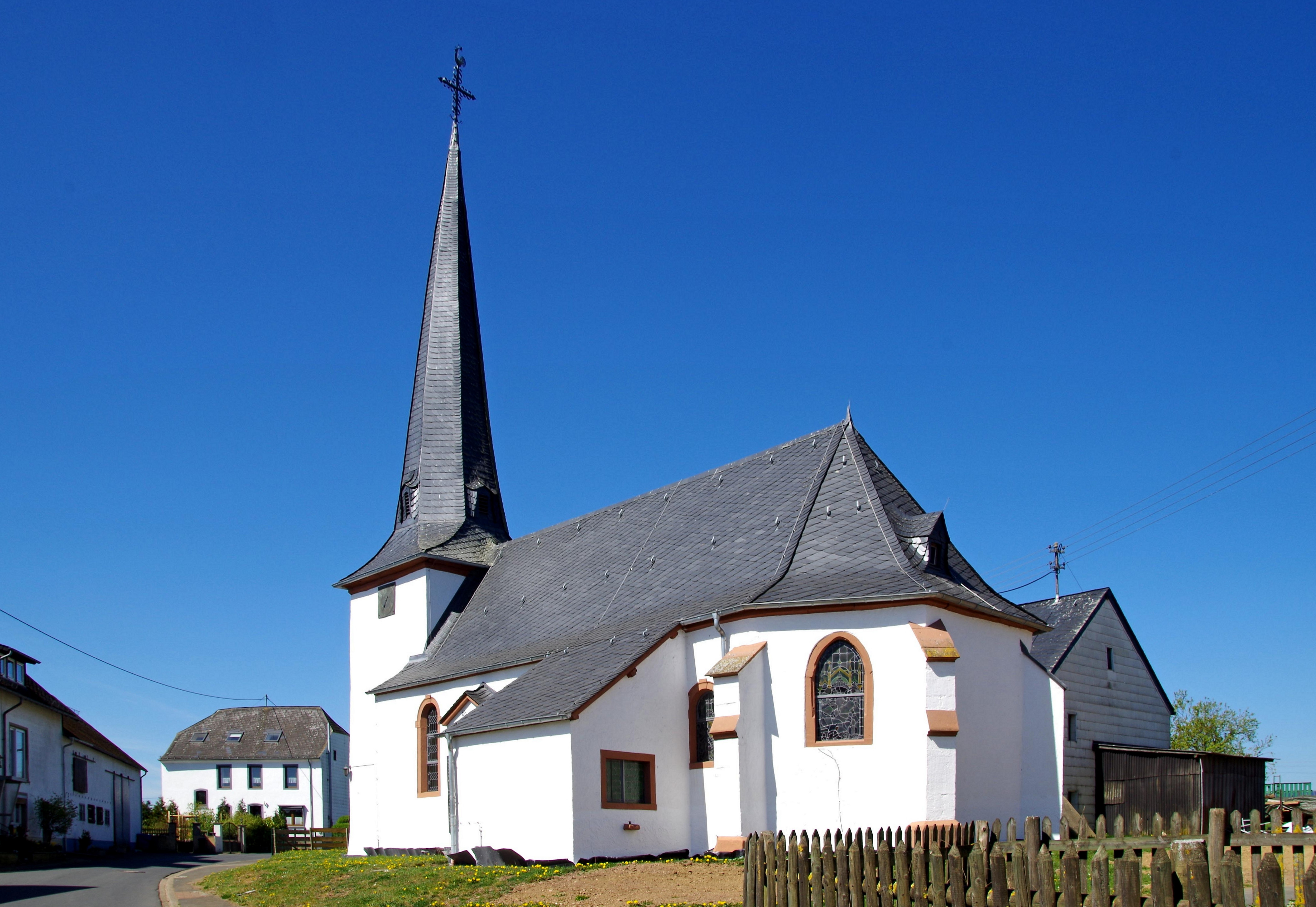
St. Maria Magdalena, Südostseite

Winterscheid ist eine Ortsgemeinde im Eifelkreis Bitburg-Prüm in Rheinland-Pfalz. Sie gehört der Verbandsgemeinde Prüm an.

## Geographie
Winterscheid liegt südwestlich von Bleialf und ungefähr 50 km nordwestlich von Bitburg, nahe der belgischen Grenze. Die gesamte Gemarkung gehört zum Naturpark Nordeifel. Zu Winterscheid gehören auch die Wohnplätze Heltenbachermühle, Himmesberg (Winterscheiderberg) und Winterscheidermühle.

## Geschichte
Das Gebiet um Winterscheid war schon früh besiedelt, was durch den Fund von zwei Grabhügeln nordwestlich des Ortes belegt werden konnte. 1906 wurden diese genauer untersucht und man entdeckte eine Aschenkiste. Unter den Beigaben fanden sich zudem Fragmente von Keramik und Glas. Im Jahre 1969 fand man ferner einige weitere stark verschliffene Tumuli.
In der ersten urkundlichen Erwähnung des Ortes 1304 wird ein Urkundszeuge Hildebrandus de Winterscheid genannt. Der Ort gehörte ursprünglich zum Fürstentum Prüm, später zum kurtrierischen Amt Prüm, und war der Schultheißerei Bleialf zugeordnet. Von 1777 sind 16 Hausstätten in Winterscheid belegt, 1779 werden 91 Einwohner erwähnt.
Von 1798 bis 1814, unter französischer Regierung, wurde der Ort Hauptort (chef-lieu) einer Mairie im Kanton Schönberg, Arrondissement Prüm, des Saardepartements.
Nachdem das Königreich Preußen aufgrund der Beschlüsse des Wiener Kongresses 1815 das Rheinland übernommen hatte, wurde Winterscheid eine Bürgermeisterei in dem im Jahr 1816 neu gebildeten Kreis Prüm im Regierungsbezirk Trier. Zur Bürgermeisterei Winterscheid gehörten die Gemeinden:
- Langenfeld mit einer Mühle;
- Urb (heute Ortsteil von Winterspelt) mit dem Gehöft Steinebrück;
- Winterscheid mit dem Dorf Mützenich, dem Weiler Schweiler, einer Mühle und dem Gaspers-Haus;
- Winterspelt mit dem Dorf Ihren, den Weilern Elcherath, Hemmeres und Wallmerath, dem Gehöft Eigelscheid sowie vier Einzelhäusern.

Statistik zur Einwohnerentwicklung
Die Entwicklung der Einwohnerzahl von Winterscheid, die Werte von 1871 bis 1987 beruhen auf Volkszählungen:
| Jahr | Einwohner |
| ---- | --------- |
| 1815 | 287       |
| 1835 | 323       |
| 1871 | 426       |
| 1905 | 374       |
| 1939 | 225       |
| 1950 | 234       |

| Jahr | Einwohner |
| ---- | --------- |
| 1961 | 209       |
| 1970 | 193       |
| 1987 | 159       |
| 2005 | 157       |
| 2011 | 153       |
| 2017 | 146       |

## Politik

### Bürgermeister
Leo Knauf wurde am 10. Juli 2009 Ortsbürgermeister von Winterscheid. Bei der Direktwahl am 26. Mai 2019 wurde er mit einem Stimmenanteil von 69,47 % für weitere fünf Jahre in seinem Amt bestätigt. Er wurde im Juni 2024 wiedergewählt.
Knaufs Vorgänger Anton Knauf hatte das Amt 20 Jahre ausgeübt.

## Persönlichkeiten
- Günter Krämer (* 1952), in Winterscheid geborener Neurologe und Epileptologe